# Történelmi szépkorúak listája
Az alábbi lista azokat a szépkort, azaz legalább 90 évet élt személyeket tartalmazza, akikː 1.) a modern kori anyakönyvezés bevezetése, de mindenképpen a 19. század előtt születettek; 2.) és a feljegyzések szerint legalább 90 évet értek el. A 130 évnél magasabb életkorok – tekintettel arra, hogy az elmúlt 200 év hiteles kutatásai egyetlen egy ilyen adatot sem találtak – feltehetően nem valósak, így nem szerepelnek a listán.

## Kr. e. VI. század előtt született személyek
| Név      | Ország   | Születési ideje       | Halálozási ideje      | Életkor | Megjegyzés       |
| -------- | -------- | --------------------- | --------------------- | ------- | ---------------- |
| Jao      | Kína     | Kr. e. 2324           | Kr. e. 2206           | 118 év  | Kínai császár.   |
| II. Pepi | Egyiptom | Kr. e. 2284           | Kr. e. 2184           | 100 év  | Egyiptomi fáraó. |
| Mózes    | Izrael   | Kr. e. 15. század (?) | Kr. e. 15. század (?) | 120 év  | Zsidó próféta.   |
| Éli      | Izrael   | Kr. e. 12. század     | Kr. e. 12. század     | 98 év   | Zsidó főpap.     |
| Jójada   | Izrael   | Kr. e. 10. század     | Kr. e. 9. század      | 130 év  | Zsidó főpap.     |

## A Kr. e. VI. században született személyek
| Név       | Ország  | Születési ideje | Halálozási ideje | Életkor | Megjegyzés   |
| --------- | ------- | --------------- | ---------------- | ------- | ------------ |
| Kratinosz | Hellasz | Kr. e. 519      | Kr. e. 422       | 97 év   | Görög költő. |

## A Kr. e. V. században született személyek
| Név                | Ország  | Születési ideje      | Halálozási ideje              | Életkor       | Megjegyzés       |
| ------------------ | ------- | -------------------- | ----------------------------- | ------------- | ---------------- |
| Leontinoi Gorgiasz | Hellasz | Kr. e. 485 körül     | Kr. e. 380 körül              | kb. 105 év    | Görög filozófus. |
| Démokritosz        | Hellasz | Kr. e. 470–460 körül | Kr. e. 370 körül              | kb. 90–100 év | Görög filozófus. |
| II. Artakhsaszjá   | Perzsia | Kr. e. 453 körül     | Kr. e. 358 februárja/márciusa | kb. 95 év     | Perzsa király.   |
| Bardülisz          | Illíria | Kr. e. 448 körül     | Kr. e. 358 után               | 90< év        | Illír király.    |
| Iszokratész        | Hellasz | Kr. e. 436           | Kr. e. 338 augusztusa         | 98 év         | Görög szónok.    |
| Ateasz             | Szkítia | Kr. e. 429           | Kr. e. 339                    | 90 év         | Szkíta király.   |

## A Kr. e. IV. században született személyek
| Név                 | Ország   | Születési ideje  | Halálozási ideje | Életkor    | Megjegyzés          |
| ------------------- | -------- | ---------------- | ---------------- | ---------- | ------------------- |
| Alexisz             | Hellasz  | Kr. e. 375 körül | Kr. e. 275 körül | kb. 100 év | Görög költő.        |
| Philemon            | Hellasz  | Kr. e. 362 körül | Kr. e. 262 körül | kb. 100 év | Görög költő.        |
| Pürrhón             | Hellasz  | Kr. e. 360 körül | Kr. e. 270 körül | kb. 90 év  | Görög filozófus.    |
| Kárdiai Hieronümosz | Hellasz  | Kr. e. 354 körül | Kr. e. 250 körül | kb. 104 év | Görög filozófus.    |
| Timaiosz            | Hellasz  | Kr. e. 346       | Kr. e. 250       | 96 év      | Görög történetíró.  |
| Kleanthész          | Hellasz  | Kr. e. 330       | Kr. e. 231       | 99 év      | Görög filozófus.    |
| II. Hierón          | Szicília | Kr. e. 308       | Kr. e. 215       | 93 év      | Szürakuszai király. |

## A Kr. e. III. században született személyek
| Név          | Ország  | Születési ideje  | Halálozási ideje | Életkor   | Megjegyzés       |
| ------------ | ------- | ---------------- | ---------------- | --------- | ---------------- |
| Masszinissza | Numidia | Kr. e. 238 körül | Kr. e. 148       | kb. 90 év | Numidiai király. |

## A Kr. e. I. században született személyek
| Név                         | Ország          | Születési ideje  | Halálozási ideje | Életkor    | Megjegyzés    |
| --------------------------- | --------------- | ---------------- | ---------------- | ---------- | ------------- |
| Lucius Annaeus Seneca Maior | Római Birodalom | Kr. e. 54        | Kr. u. 39 körül  | kb. 92 év  | Római szónok. |
| Hillél                      | Izrael          | Kr. e. 110 körül | Kr. u. 10 körül  | kb. 110 év | Zsidó főpap.  |

## A Kr. u. I. században született személyek
| Név               | Ország          | Születési ideje | Halálozási ideje | Életkor   | Megjegyzés         |
| ----------------- | --------------- | --------------- | ---------------- | --------- | ------------------ |
| János apostol     | Római Birodalom | 6 körül         | 100 körül        | kb. 94 év | Zsidó hittudós.    |
| Zhang Daoling     | Kína            | 34              | 156              | 122 év    | Kínai szerzetes.   |
| Akiba ben Jószéf  | Római Birodalom | 40 körül        | 132              | kb. 92 év | Zsidó hittudós.    |
| Thedzso           | Korea           | 47              | 165              | 118 év    | Koremai király.    |
| Suetonius         | Római Birodalom | 69 körül        | 160 körül        | kb. 91 év | Római történetíró. |
| Szent Haralambosz | Római Birodalom | 89              | 202              | 103 év    | Görög püspök.      |
| Szent Narkisszosz | Római Birodalom | 99              | 216              | 117 év    | Görög püspök.      |

## A II. században született személyek
| Név                 | Ország               | Születési ideje | Halálozási ideje | Életkor   | Megjegyzés      |
| ------------------- | -------------------- | --------------- | ---------------- | --------- | --------------- |
| Sámuel bar Abba     | Szászánida Birodalom | 165 körül       | 257              | kb. 92 év | Zsidó hittudós. |
| Johanan bar Nappaha | Szászánida Birodalom | 180             | 279              | 99 év     | Zsidó hittudós. |
| Ójin                | Japán                | 200. január 5.  | 310. március 31. | 110 év    | Japán császár.  |

## A III. században született személyek
| Név                                  | Ország               | Születési ideje | Halálozási ideje | Életkor    | Megjegyzés           |
| ------------------------------------ | -------------------- | --------------- | ---------------- | ---------- | -------------------- |
| Szent Metrophanész                   | Római Birodalom      | 209 körül       | 326. június 4.   | 117 év     | Görög pátriárka.     |
| Remete Szent Pál                     | Római Birodalom      | 228 körül       | 341. január 15.  | 113 év     | Egyiptomi szerzetes. |
| I. Sándor konstantinápolyi pátriárka | Római Birodalom      | 237–245 között  | 337/340          | 92–103 év  | Görög pátriárka.     |
| Csodatévő Szent Mürón                | Római Birodalom      | 250 körül       | 350 körül        | kb. 100 év | Görög püspök.        |
| Remete Szent Antal                   | Római Birodalom      | 251             | 356. január 17.  | 105 év     | Egyiptomi remete.    |
| Türoszi Szent Dorotheosz             | Római Birodalom      | 255             | 362              | 107 év     | Görög püspök.        |
| Szent Hosius                         | Római Birodalom      | 257             | 357              | 100 év.    | Hispániai püspök.    |
| Hermanarik                           | Keleti Gót Királyság | 266             | 376              | 110 év     | Keleti gót király.   |
| Idősebb Nazianzi Szent Gergely       | Római Birodalom      | 276 körül       | 374              | kb. 98 év  | Görög püspök.        |
| Alexandriai Szent Makariosz          | Római Birodalom      | 297/298         | 395. január 2.   | 97–98 év   | Egyiptomi remete.    |

## A IV. században született személyek
| Név                       | Ország               | Születési ideje | Halálozási ideje | Életkor    | Megjegyzés           |
| ------------------------- | -------------------- | --------------- | ---------------- | ---------- | -------------------- |
| Egyiptomi Szent Makariosz | Római Birodalom      | 301 körül       | 391. január 19.  | 90 év      | Egyiptomi szerzetes. |
| Beroei Akakiosz           | Római Birodalom      | 322             | 432/437          | 110–115 év | Görög püspök.        |
| Angers-i Szent Maurilius  | Római Birodalom      | 336 körül       | 426              | kb. 90 év  | Frank püspök.        |
| Szent Senute              | Római Birodalom      | 348             | 466. július 14.  | 118 év     | Egyiptomi szerzetes. |
| Nagy Szent Poimén         | Római Birodalom      | 340 körül       | 450 körül        | kb. 110 év | Egyiptomi remete.    |
| Nagy Szent Arszéniosz     | Római Birodalom      | 354             | 449              | 95 év      | Egyiptomi szerzetes. |
| Nagy Szent Euthümiosz     | Római Birodalom      | 377             | 473. január 20.  | 96 év      | Örmény remete.       |
| Troyes-i Szent Lupus      | Római Birodalom      | 383             | 478              | 95 év      | Francia püspök.      |
| Narszai                   | Szászánida Birodalom | 399 körül       | 502 körül        | kb. 103 év | Szír teológus.       |

## Az V. században született személyek
| Név                            | Ország                        | Születési ideje | Halálozási ideje | Életkor    | Megjegyzés         |
| ------------------------------ | ----------------------------- | --------------- | ---------------- | ---------- | ------------------ |
| Cönobiarkha Szent Theodósziosz | Bizánci Birodalom             | 424             | 529. január 11.  | 105 év     | Görög szerzetes.   |
| Szent Theogniosz               | Bizánci Birodalom             | 425             | 522              | 97 év      | Görög szerzetes.   |
| Szent Remigius                 | Frank Birodalom               | 436/437         | 533. január 13.  | 96–97 év   | Frank püspök.      |
| Szabbai Szent Szabbász         | Bizánci Birodalom             | 439             | 532. december 5. | 93 év      | Görög szerzetes.   |
| Langres-i Szent Gergely        | Frank Birodalom               | 446 körül       | 539. január 4.   | kb. 93 év  | Frank püspök.      |
| Hallgatag Szent János          | Bizánci Birodalom             | 454. január 8.  | 558. május 13.   | 104 év     | Örmény szerzetes.  |
| Remete Szent Cirjék            | Bizánci Birodalom             | 449             | 557              | 108 év     | Görög szerzetes.   |
| Palesztinai Szent Zoszimosz    | Bizánci Birodalom             | 460 körül       | 560 körül        | kb. 100 év | Görög szerzetes.   |
| Szent Kalogerosz               | Bizánci Birodalom             | 466 körül       | 561. június 18.  | kb. 95 év  | Görög remete.      |
| Szent Brandanus                | Írország                      | 484 körül       | 577 körül        | kb. 93 év  | Ír szerzetes.      |
| Cassiodorus                    | Keleti Gót Királyság (Itália) | 487 körül       | 583 körül        | kb. 96 év  | Római történetíró. |
| Æscwine                        | Essexi Királyság (Anglia)     | 494             | 587              | 93 év      | Angolszász király. |
| Szent Kevin                    | Írország                      | 498             | 618. június 3.   | 120 év     | Ír szerzetes.      |

## A VI. században született személyek
| Név                     | Ország            | Születési ideje | Halálozási ideje  | Életkor    | Megjegyzés                   |
| ----------------------- | ----------------- | --------------- | ----------------- | ---------- | ---------------------------- |
| Oszlopos Szent Alüpiosz | Bizánci Birodalom | 515             | 614. november 26. | 99 év      | Bizánci szerzetes.           |
| Szent Modesztosz        | Bizánci Birodalom | 536 körül       | 634. december 17. | kb. 98 év  | Jeruzsálemi görög pátriárka. |
| Szent Gál               | Frank Birodalom   | 551 körül       | 646. október 16.  | kb. 95 év  | Ír szerzetes.                |
| Agaton pápa             | Pápai állam       | 577/578         | 681. január 10.   | 103–104 év | Római pápa.                  |

## A VII. században született személyek
| Név            | Ország            | Születési ideje | Halálozási ideje  | Életkor      | Megjegyzés       |
| -------------- | ----------------- | --------------- | ----------------- | ------------ | ---------------- |
| Metzi Chlodulf | Frank Birodalom   | 605/610 körül   | 696/697. május 8. | kb. 86–92 év | Frank püspök.    |
| I. Germánosz   | Bizánci Birodalom | 634             | 733/740           | 99–106 év    | Görög pátriárka. |

## A VIII. században született személyek
| Név                    | Ország            | Születési ideje    | Halálozási ideje | Életkor  | Megjegyzés         |
| ---------------------- | ----------------- | ------------------ | ---------------- | -------- | ------------------ |
| I. Timóteus            | Arab kalifátus    | 727/728            | 823. január 9.   | 95–96 év | Szír pátriárka.    |
| Nagy Szent Joannikiosz | Bizánci Birodalom | 752                | 846. november 4. | 94 év    | Görög szerzetes..  |
| Abú Masar              | Arab kalifátus    | 787. augusztus 10. | 886. március 9.  | 98 év    | Perzsa csillagász. |

## A IX. században született személyek
| Név                        | Ország                  | Születési ideje   | Halálozási ideje  | Életkor      | Megjegyzés         |
| -------------------------- | ----------------------- | ----------------- | ----------------- | ------------ | ------------------ |
| VI. Bonifác pápa           | Pápai állam             | 805. december 13. | 896. április 26.  | 90 év        | Római pápa.        |
| Mózes bar Képha            | Arab kalifátus          | 813 körül         | 903               | kb. 90 év    | Szír teológus.     |
| Izsák Iszraeli ben Solomon | Arab kalifátus          | 832 körül         | 932 körül         | kb. 100 év   | Zsidó filozófus.   |
| Hucbaldus                  | Nyugati frank királyság | 840/850 körül     | 930. június 20.   | kb. 80–90 év | Francia zenetudós. |
| Oszlopos Szent Lukács      | Bizánci Birodalom       | 879               | 979. december 11. | 100 év       | Görög szerzetes.   |

## A X. században született személyek
| Név                    | Ország                | Születési ideje | Halálozási ideje   | Életkor   | Megjegyzés       |
| ---------------------- | --------------------- | --------------- | ------------------ | --------- | ---------------- |
| Serira ben Hanina      | Arab kalifátus        | 906             | 1006               | 100 év    | Zsidó hittudós.  |
| Rossanoi Szent Nilus   | Német-római Birodalom | 910             | 1005. december 27. | 95 év     | Görög szerzetes. |
| Háj ben Serira         | Arab kalifátus        | 939             | 1038. március 28.  | 99 év     | Zsidó hittudós.  |
| Szent Günter           | Német-római Birodalom | 955 körül       | 1045. október 9.   | kb. 90 év | Német remete.    |
| Pecserszki Szent Antal | Kijevi Rusz           | 982             | 1073. július 10.   | 91 év     | Orosz remete.    |

## A XI. században született személyek
| Név                        | Ország                | Születési ideje | Halálozási ideje    | Életkor    | Megjegyzés         |
| -------------------------- | --------------------- | --------------- | ------------------- | ---------- | ------------------ |
| Juszuf                     | Almorávida Birodalom  | 1009            | 1106. szeptember 2. | 97 év      | Marokkói szultán.  |
| Szent Benno                | Német-római Birodalom | 1010 körül      | 1106. június 16.    | kb. 96 év  | Német püspök.      |
| Alfázi                     | Córdobai Kalifátus    | 1013            | 1103. április 20.   | 90 év      | Zsidó hittudós.    |
| Rámánudzsa                 | India                 | 1017            | 1037                | 120 év     | Indiai filozófus.  |
| Finchale-i Szent Godrik    | Anglia                | 1065 körül      | 1170. május 21.     | kb. 105 év | Angol remete.      |
| Szent Bertold              | Palesztina            | 1083            | 1198. március 29.   | 115 év     | Francia szerzetes. |
| Sempringhami Szent Gilbert | Anglia                | 1083 körül      | 1190. február 4.    | kb. 107 év | Angol szerzetes.   |

## A XII. században született személyek
| Név                         | Ország                | Születési ideje | Halálozási ideje   | Életkor    | Megjegyzés         |
| --------------------------- | --------------------- | --------------- | ------------------ | ---------- | ------------------ |
| III. Celesztin pápa         | Pápai állam           | 1106 körül      | 1198. január 8.    | kb. 92 év  | Római pápa.        |
| Enrico Dandolo              | Velencei Köztársaság  | 1107 körül      | 1205. június 21.   | kb. 98 év  | Velencei dózse.    |
| VI. Gergely                 | Örményország          | 1112            | 1203. március 4.   | 91 év      | Örmény katolikosz. |
| VII. Dzsajavarman           | Khmer Birodalom       | 1125            | 1218               | 93 év      | Kambodzsai király. |
| Szent Hermann József        | Német-római Birodalom | 1151 körül      | 1241. április 7.   | kb. 90 év  | Német szerzetes.   |
| Stock Szent Simon           | Anglia                | 1164            | 1265. május 16.    | 101 év     | Angol szerzetes.   |
| Pennaforti Szent Rajmund    | Aragóniai Királyság   | 1175 körül      | 1275. január 6.    | kb. 100 év | Spanyol hittudós.  |
| Guzzolini Szent Szilveszter | Itália                | 1177 körül      | 1267. november 26. | kb. 90 év  | Olasz szerzetes.   |

## A XIII. században született személyek
| Név                  | Ország                | Születési ideje  | Halálozási ideje   | Életkor   | Megjegyzés                    |
| -------------------- | --------------------- | ---------------- | ------------------ | --------- | ----------------------------- |
| Szent Takla Hajmanót | Etióp Császárság      | 1215 körül       | 1313 körül         | kb. 98 év | Etióp remete.                 |
| Jean de Joinville    | Francia Királyság     | 1224 májusa      | 1317. december 24. | 93 év     | Francia történetíró.          |
| Ptolomeo da Lucca    | Német-római Birodalom | 1236 körül       | 1327               | kb. 91 év | Itáliai történetíró.          |
| XXII. János pápa     | Pápai állam           | 1244–1249 között | 1334. december 4.  | 85–90 év  | Római pápa.                   |
| I. Lajos             | Mantovai Fejedelemség | 1268             | 1360. január 18.   | 92 év     | Itáliai (mantovai) fejedelem. |
| VI. Ióannész         | Bizánci Birodalom     | 1292             | 1383. június 15.   | 91 év     | Bizánci császár.              |

## A XIV. században született személyek
| Név                          | Ország                | Születési ideje | Halálozási ideje  | Életkor   | Megjegyzés       |
| ---------------------------- | --------------------- | --------------- | ----------------- | --------- | ---------------- |
| Obnorszki Szent Pál          | Kijevi Rusz           | 1317            | 1429. január 10.  | 112 év    | Orosz remete.    |
| XII. Gergely pápa            | Pápai állam           | 1326/1327       | 1417. október 18. | 90–91 év  | Római pápa.      |
| XIII. Benedek                | Pápai állam           | 1329            | 1423. május 23.   | 94 év     | Római ellenpápa. |
| Belozerszki Szent Cirill     | Kijevi Rusz           | 1337            | 1427              | 90 év     | Orosz szerzetes. |
| Harduin                      | Francia Királyság     | 1347            | 1439. január 15.  | 92 év     | Francia püspök.  |
| Georgiosz Gemisztosz Pléthón | Bizánci Birodalom     | 1355 körül      | 1452. június 26.  | kb. 97 év | Görög filozófus. |
| II. Vilmos                   | Német-római Birodalom | 1392 körül      | 1482. július 25.  | kb. 90 év | Német herceg.    |

## A XV. században született személyek
| Név                  | Ország               | Születési ideje   | Halálozási ideje  | Életkor       | Megjegyzés                  |
| -------------------- | -------------------- | ----------------- | ----------------- | ------------- | --------------------------- |
| Novgorodi Gennádiosz | Orosz Birodalom      | 1410 körül        | 1505. december 5. | kb. 95 év     | Orosz püspök.               |
| Paolai Szent Ferenc  | Itália               | 1416. március 27. | 1507. április 2.  | 91 évesen     | Olasz remete.               |
| I. Mohamed           | Szongáj Birodalom    | 1443 körül        | 1538              | kb. 95 év     | Szongai (Afrika) császár.   |
| Alexandriai Joachim  | Oszmán Birodalom     | 1448              | 1567              | 119 év        | Alexandriai görög pátriárka |
| Enbákum              | Etióp Császárság     | 1470 körül        | 1565 körül        | kb. 95 évesen | Etióp szerzetes.            |
| Nicolò da Ponte      | Velencei Köztársaság | 1491. január 15.  | 1585. július 30.  | 94 év         | Velencei dózse.             |

## A XVI. században született személyek
| Név                             | Ország               | Születési ideje     | Halálozási ideje    | Életkor             | Megjegyzés                      |
| ------------------------------- | -------------------- | ------------------- | ------------------- | ------------------- | ------------------------------- |
| I. Paisziosz                    | Oszmán Birodalom     | 1542                | 1647. november 2.   | 105 év              | Szerb pátriárka.                |
| Pocsajevi Szent Jób             | Orosz Birodalom      | 1551 körül          | 1651. október 28.   | kb. 100 év          | Orosz szerzetes.                |
| Kalazanci Szent József          | Spanyolország        | 1557. szeptember 4. | 1648. augusztus 25. | 90 év               | Spanyol szerzetes.              |
| Jean-Paul de Lascaris-Castellar | Málta                | 1560. június 28.    | 1657. augusztus 14. | 97 év               | A Máltai lovagrend nagymestere. |
| II. Domenico Contarini          | Velencei Köztársaság | 1585. január 28.    | 1675. január 26.    | 90 év (2 nap híján) | Velencei dózse.                 |
| Szibériai Szent Dalmát          | Orosz Birodalom      | 1594                | 1697                | 103 év              | Orosz remete.                   |

## A XVII. században született személyek
| Név                             | Ország               | Születési ideje      | Halálozási ideje    | Életkor      | Megjegyzés                           |
| ------------------------------- | -------------------- | -------------------- | ------------------- | ------------ | ------------------------------------ |
| Kavszokalüviai Szent Akakiosz   | Oszmán Birodalom     | 1630 körül           | 1730                | kb. 100 év   | Görög remete.                        |
| Anton van Leeuwenhoek           | Hollandia            | 1632. október 24.    | 1723. augusztus 26. | 90 év        | Holland természettudós.              |
| Mulaj Iszmail ibn Sarif         | Marokkó              | 1634/1646 körül      | 1727. március 22.   | kb. 81–93 év | Marokkói szultán.                    |
| I. Szabah                       | Kuvait               | 1652                 | 1762                | 110 év       | Kuvaiti sejk.                        |
| Bernard Le Bovier de Fontenelle | Francia Királyság    | 1657. február 11.    | 1757. január 9.     | 99 év        | Francia fizikus.                     |
| Manuel Pinto de Fonseca         | Málta                | 1681. május 24.      | 1773. január 23.    | 91 év        | A Máltai Lovagrend nagymestere.      |
| Lajos Ferenc                    | Francia Királyság    | 1683. január 13.     | 1774. június 10.    | 91 év        | Francia püspök.                      |
| IX. János                       | Moldvai Fejedelemség | 1690 körül           | 1780                | kb. 90 év    | Moldvai (román) fejedelem.           |
| Liguori Szent Alfonz            | Itália               | 1696. szeptember 27. | 1787. augusztus 1.  | 90 év        | Olasz szerzetes.                     |
| V. Teodóziusz                   | Oszmán Birodalom     | 1698                 | 1788. március 30.   | 90 év        | Antiochiai szír (melkita) pátriárka. |

## A XVIII. században született személyek
| Név                          | Ország                    | Születési ideje      | Halálozási ideje    | Életkor   | Megjegyzés                        |
| ---------------------------- | ------------------------- | -------------------- | ------------------- | --------- | --------------------------------- |
| Jean-Baptiste de Belloy      | Francia Királyság         | 1709. október 9.     | 1808. június 8.     | 99 év     | Francia püspök.                   |
| Anthemiosz                   | Oszmán Birodalom          | 1717                 | 1808. november 22.  | 91 év     | Jeruzsálemi görög pátriárka.      |
| János Armand senlis-i püspök | Francia Királyság         | 1721. február 24.    | 1818. április 23.   | 97 év     | Francia püspök.                   |
| Efrém                        | Örményország              | 1740                 | 1835                | 95 év     | Örmény katolikosz.                |
| II. János                    | Havasalföldi Fejedelemség | 1754                 | 1844. december 27.  | 90 év     | Havasalföldi (román) fejedelem    |
| V. Atanáz                    | Oszmán Birodalom          | 1754                 | 1844. december 28.  | 90 év     | Jeruzsálemi görög pátriárka.      |
| Ernst Moritz Arndt           | Német-római Birodalom     | 1769. december 26.   | 1860. január 29.    | 90 év     | Német író.                        |
| VII. Cirill                  | Oszmán Birodalom          | 1775                 | 1872                | 97 év     | Konstantinápolyi görög pátriárka. |
| VI. Anthemiosz               | Oszmán Birodalom          | 1782                 | 1877. december 7.   | 95 év     | Konstantinápolyi görög pátriárka. |
| IV. Anthemiosz               | Oszmán Birodalom          | 1785                 | 1878                | 93 év     | Konstantinápolyi görög pátriárka. |
| Abdul Mumin                  | Brunei                    | 1788 májusa          | 1885. május 30.     | 97 év     | Brunei szultán.                   |
| Mohamed                      | Katar                     | 1788 körül           | 1878. december 18.  | kb. 90 év | Katari emír.                      |
| VI. Mihály                   | Moldvai Fejedelemség      | 1794. április 24.    | 1884. május 8.      | 90 év     | Moldvai (román) fejedelem         |
| I. Vilmos                    | Németország               | 1797. március 22.    | 1888. március 9.    | 90 év     | Német császár.                    |
| I. Tupuo György              | Tonga                     | 1797. december 4.    | 1893. február 18.   | 96 év     | Tongai király.                    |
| Franz Ernst Neumann          | Németország               | 1798. szeptember 11. | 1895. május 23.     | 96 év     | Német fizikus.                    |
| III. Szóphroniosz            | Oszmán Birodalom          | 1798                 | 1899. augusztus 22. | 101 év    | Konstantinápolyi görög pátriárka. |

## Magyar személyek
| Név                  | Ország       | Születési ideje                         | Halálozási ideje  | Életkor   | Megjegyzés                                   |
| -------------------- | ------------ | --------------------------------------- | ----------------- | --------- | -------------------------------------------- |
| Borkovich Márton     | Magyarország | 1597                                    | 1687. október 31. | 90 év     | Magyar katolikus érsek.                      |
| Pathai Baracsi János | Magyarország | 1623                                    | 1729. június 16.  | 106 év    | Magyar református püspök.                    |
| Zoványi P. György    | Magyarország | 1656 szeptembere                        | 1758. február 16. | 102 év    | Magyar református püspök.                    |
| Klobusiczky Péter    | Magyarország | 1752. június 26.                        | 1843. július 2.   | 91 év     | Magyar katolikus érsek.                      |
| Brassai Sámuel       | Magyarország | 1797. június 15. vagy 1800. február 13. | 1897. június 24.  | 97–100 év | Magyar természettudós.                       |
| Madarász József      | Magyarország | 1814. augusztus 27.                     | 1915. január 31.  | 100 év    | Magyar reformkori és kiegyezéskori politikus |